# Robin Threatt
Robin Threatt, coniugata Elliott (Cedar Rapids, 1º luglio 1970), è un'ex cestista statunitense, professionista nella WNBA.

## Carriera
Ha disputato una stagione con le Seattle Storm.